# O homem do ano
O homem do ano (del portuguès: L'home de l'any) és una pel·lícula brasilera de l'any 2003 dirigida pel cineasta José Henrique Fonseca, el guió del qual és una adaptació, per part de Rubem Fonseca, del llibre O matador de l'escriptora Patrícia Melo. Els actors que protagonitzen als personatges principals són Murilo Benício, Cláudia Abreu i Natália Lage.

## Trama
Máiquel, un noi resident a la ciutat brasilera de Rio de Janeiro, decideix anar a la perruqueria a tenyir-se el cabell de ros. Quan es veu en el mirall, el resultat no li desagrada; el cabell oxigenat li confereix un nou aspecte, com si fos un altre. 
Es disposa a ensenyar-li la nova aparença a la seva colla i, acompanyat per la seva xicota, la Cledir, va al bar del seu amic Gonzaga. Allà, a tots els fa gràcia la seva aparença i riuen d'ell, s'ho pren com una humiliació davant de la seva noia. S'encara amb Suel, el noi que més reia de tot el bar, qui resulta ser un delinqüent conegut al barri. Empès pel seu orgull el mata a l'endemà d'un tret, mentre caminava pel carrer amb la seva noia, Érica. 
Máiquel és felicitat per tot el veïnat, fins i tot per la policia, pel fet d'haver acabat amb una persona que no feia més que molestar i delinquir. Malgrat seguir rebent regals a mode d'agraïment per part de nombroses persones, no se sent orgullós de l'assassinat. Érica, la que era la xicota de Suel, li exigeix a Máiquel que la mantingui a partir d'ara, pel fet d'haver matat al seu xicot; i es queda a viure a casa d'ell. 
Les dents de Máiquel tenen càries i especialment hi ha una dent que li fa molt de mal. Acudeix al dentista i com que no disposa de diners per pagar el tractament, se'l farà a canvi de que mati al tipus que va violar la seva filla. Máiquel no volia fer-ho, però el mal de queixal bé valia aquest assassinat.
Les aspiracions de Máiquel són les de formar una família i trobar un treball. La Cledir es queda embarassada, es casen i aconsegueix un treball com a depenent en una botiga d'animals. Però li agradaria millorar, tenir un habitatge millor i un treball millor en el qual pogués guanyar més diners. Li proposen engegar un negoci de seguretat i així mantenir als empresaris i comerciants lliures dels delinqüents, per descomptat haurà de matar a altres criminals a canvi de grans quantitats de diners, que li permeten comprar un pis nou on viure amb Cledir i la seva filla. 
Els empresaris premien a Máiquel amb el guardó de "Home de l'any" per la seva labor contributiva al barri en matèria de seguretat. 
Després d'un temps de convivència amb l'Érica, s'enamora d'ella i mata a Cledir. La seva vida, des que es va tenyir el cabell, s'ha convertit en la d'un assassí a sou i el que vol és tornar a la seva vida anterior, tranquil·la, en la qual no convivia amb el crim. Per aconseguir-ho, mata al dentista i a Santana, els seus introductors en l'empresa de seguretat, i es destenyeix el cabell.

## Repartiment
- Murilo Benício, com Máiquel
- Cláudia Abreu, com Cledir
- Natália Lage, com Érica
- Jorge Dória, com Dr. Carvalho
- Marcelo Biju, com Neno
- André Gonçalves, com Galego
- Lázaro Ramos, com Marcão
- Perfeito Fortuna, com Robinson
- Paulinho Moska, com Enoque
- Wagner Moura, com Suel
- André Barros, com Marlênio
- Carlo Mossy, com Delegado Santana
- Mariana Ximenes, com Gabriela
- Amir Haddad, com Gonzaga
- José Wilker, com Sílvio
- Agildo Ribeiro, com Zilmar

## Producció

### Director
José Henrique Fonseca és un cineasta i director brasiler. Dirigeix anuncis i videoclips en Conspiração Films, productora que va fundar al costat de Lula Buarque de Hollanda, Cláudio Torres i Arthur Fontes. És fill de l'escriptor Rubem Fonseca i està casat amb l'actriu Cláudia Abreu, amb qui té quatre fills. Es va formar en dret en la Facultat Cândido Mendes, però va preferir el cinema i el món audiovisual com el seu mitjà de treball. 
Va dirigir una sèrie per a la televisió, Agost (co-dirigida amb Paulo José), abans d'estrenar-se al cinema, amb l'episodi Cadell!, del llargmetratge Traição (1998). Es va estrenar amb el llargmetratge O Homem do Anus (2003). En 2005 va dirigir i va produir amb la productora HBO la sèrie Mandrake, basada en els contes escrits pel seu pare en els quals l'advocat criminalista Mandrake era el protagonista. Va dirigir Heleno, basada en la vida del jugador de futbol Heleno de Freitas i protagonitzada per Rodrigo Santoro.

### Repartiment

#### Cláudia Abreu (Cledir)
Va debutar en Rede Globo en 1986 en participar en un episodi de Teletema. Va despuntar interpretant els papers principals de la novel·la Hipertensão. En una esmena, es va integrar en l'elenc de la novel·la O Outro. Amb el sorgiment de tants treballs, estudiava de nit per completar els seus estudis. Encara que fos una bona estudiant, no es va arribar a presentar a la selectivitat i va decidir tornar a les aules als 30 anys, estudiant en la facultat de filosofia. La serenitat amb la qual encara la professió es demostra pel fet de tornar a estudiar i per la cerca d'experiències desafiadores i de bons personatges, sempre interessada en la diversificació de papers, gèneres dramàtics i mitjans de comunicació.
Es va tornar popular per una sèrie de papers excel·lents en novel·les, minisèries, sèries i especials de la TV Globo. L'any 1988 va arribar a presentar el musical Globo de Ouro. La seva carrera televisiva alterna amb breus participacions en el teatre o cinema. En 1992 va integrar l'elenc de la miniserie Anus Rebels, interpretant a la jove Heloísa. La seva actuació a la miniserie li va valer el premi de millor actriu per l'Associació Paulista dels Crítics d'Art. A continuació va protagonitzar la novel·la Pátria Minha i posteriorment a aquest treball es va prendre un període sabàtic a partir de 1995. L'any 1999, la seva tornada a les grans produccions de televisió va venir amb el paper de l'esclava blanca Olívia Xavier, en Força de um Desejo. En 2001, va fer una aparició en la pel·lícula O Xangô de Baker Street com la baronessa María Luisa.  La seva participació l'any 2003 en la pel·lícula O Homem do Anus va ser emblemàtic a causa que la pel·lícula va rebre un premi a la millor adaptació; el guió va ser adaptat per Rubem Fonseca, el seu marit.
En 2002 va participar en la miniserie O Cinquè dos infernos interpretant a Amélia de Leuchtenberg, segona esposa de l'emperador brasiler Don Pedro I. També va participar en O Caminho das Nuvens, una road movie brasilera sobre una família de nordestins que, amb bicicleta, parteixen cap a Rio de Janeiro a la recerca d'una vida millor. L'any 2006 va interpretar a Glória en Os Desafinats, pel·lícula estrenada en 2008, i li va valer el premi QUEM a la millor actriu. 
En 2012 va interpretar a la cantant Chayene en la novel·la Cheias de Charme, que va requerir una preparació específica amb classes de cant L'any 2013 va participar en O Dentista Mascarado, interpretant Leona, una famosa actriu de TV brasilera. L'any 2014 va interpretar a l'actriu nord-americana Pamela, protagonista de Geração Brasil. 

#### Natália Lage (Érica)
Natália Lage Vianna Soares, va néixer el 30 d'octubre de 1978 en Niterói. És actriu de teatre, cinema i televisió brasilera. Als quatre anys, incentivada pel pare, un administrador d'empreses, Natália Lage va participar en diversos anuncis de televisió. Després del primer, per la Caixa Econômica Federal, va ser molt sol·licitada, anunciant des de refrescs fins a crema dental. Als nou anys participava en la sèrie Tarcísio i Glória, emesa entre abril i desembre de l'any 1988. Natália va fer novel·les des dels deu anys, quan va estrenar O Salvador dona Pátria. Va ser la protagonista de la novel·la O Amor Està no Ar, l'any 1997. Al cinema va participar en O Homem do Anus, adaptació del llibre O Matador de Patrícia Melo. 
Va estar en l'espectacle teatral Quando Es é Algém, basat en el text de Luigi Pirandello. En 2010 va estar en l'elenc de la pel·lícula Com Esquecer interpretant Lisa. En aquest mateix any també va participar en l'obra de teatre Comédia Russa, escrita per Pedro Brício i l'adreça de João Fonseca. Natália va formar part de l'elenc a la sèrie A Gran Família fins a l'any 2011, moment en el qual va abandonar la sèrie. En 2013 va participar en la pel·lícula Vai que Dá Certo com Jaqueline. La pel·lícula es va estrenar al març de 2013 als cinemes brasilers.

## Reconeixements
- Festival de cinema de Bogotà, 2003 (Colòmbia): Nominació a la categoria a millor pel·lícula.[3]

- Festival de cinema brasiler de Miami, 2003 (EUA): Premiada en la categoria a millor pel·lícula, millor director i millor actor (Murilo Benício).[4]

- Grande Premio Cinema Brasil, 2004 (Brasil): Nominació en la categoria de millor actriu (Natália Lage), millor guió adaptat, millor maquillatge i millor fotografia.[5]

- Festival de cinema llatinoamericà de Washington (EUA): Premiada en la categoria a la millor pel·lícula i millor actor (Murilo Benício).[6]

- Festival de l'Havana, 2003 (Cuba): Premiada en la categoria de millor direcció d'art.[7]

- Festival Internacional de cinema de Sant Sebastià, 2003 (Espanya): Menció especial en la categoria Nous Horitzonts.[8]

- Festival Internacional de cinema de San Francisco, 2003 (EUA): Premi en la categoria de millor direcció.[9]